# Bas Devos
Bas Devos (Zoersel, nacido el 11 de abril de 1983) es un director de cine y guionista belga.

## Vida
Devos nació en 1983 en el municipio de Zoersel, a 20 kilómetros al noreste de Amberes. Estudió en la Escuela de Arte LUCA de Bruselas y presentó su primer cortometraje, Taurus, en 2006. 
Su primer largometraje, Violet, se estrenó en la Berlinale en 2014, donde se proyectó en la sección Generation 14plus y recibió el Gran Premio del Jurado Internacional. La película también fue nominada al mejor debut como director en Camerimage 2014. 
Su segundo largometraje Hellhole de 2019, en el que muestra una Bruselas perturbada por el terrorismo, también se presentó en la Berlinale. Apenas unos meses después, terminó su tercer largometraje, Ghost Tropic, protagonizado por Saadia Bentaïeb como una señora de la limpieza cuya jornada laboral comienza cuando termina para los demás, que se proyectó como película de clausura de la Quincena de Realizadores del Festival de Cannes de 2019. Esta película también está ambientada en Bruselas.
Su cuarto largometraje, Aquí, también ambientado en Bruselas, se estrenó en 2023 en el Festival Internacional de Cine de Berlín, donde obtuvo el premio a la mejor película y el premio FIPRESCI en la sección Encuentros.

## Filmografía
- Violet (2014)
- Ghost Tropic (2019)
- Hellhole (2019)
- Aquí (2023)